# قدم

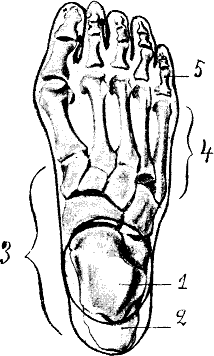
قدم إنسان 1- عظم الكاحل 2- عظم العقب 3-رسغ القدم 4-مشط القدم 5- سلاميات القدم

القدم هي العضو الواقع في نهاية الساق، والتي يقف عليها الإنسان، وبعض الحيوان. تحوي القدم عند معظم الثدييات والطيور وبعض الزواحف على المخالب بالإضافة إلى الأظافر، أما الإنسان فإن لديه أظافر فقط. عند الحيوان الذي يمشي على أربع، تكون الأطراف الأمامية والخلفية متشابهة. وأما عند الإنسان، والطيور، وحيوانات مثل الكنغر الذي يمشي على طرفيه الخلفيين، فإن القدم تكون أثقل وأقوى مما يقابلها على الطرف الأمامي، أي اليد.
ستتركز هذه المقالة عن قدم الإنسان، والتي هي أدنى جزء من الهيكل العظمي عند الإنسان، تقع أسفل الساق، لذلك تكوّن القدم القاعدة التي يستقيم عليها الجسم ومن أهم أجزاءه.

## قدم الإنسان

### التشريح
القدم والكاحل عند الإنسان يمثلان بنية ميكانيكية قوية ومعقدة، حيث تحتوي القدم على ستة وعشرين عظماً، وثلاثة وثلاثين مفصلا (عشرون منهم يكونون مفاصل نشطة)، وأكثر من مائة عضلة ووتر ورباط.
يمكن تقسيم القدم تشريحياً إلى ثلاث مناطق:
1. مؤخر القدم (بالإنجليزية: hindfoot)‏
2. أوسط القدم (بالإنجليزية: midfoot)‏
3. مقدم القدم (بالإنجليزية: forefoot)‏

- يتكون مؤخر القدم من عظمي الكاحل والعقب. وترتبط النهايتان السفليتان لعظمي الساق (وهما الشظية والظنبوب) مع أعلى عظم الكاحل لتشكيل منطقة الكاحل. وتتصلان بها من خلال المفصل «تحت الكاحل». العظم العقبي، وهو أكبر عظام القدم حجماً، يكون مستند على طبقة من الدهون.
- يتكون أوسط القدم من خمسة عظام غير منتظمة الشكل، وهي: النردي، الزورقي، وثلاث عظام إسفينية، تشكل هذه العظام الخمسة أقواس القدم التي تعمل على امتصاص الصدمات. يتصل أوسط القدم مع مؤخر ومقدم القدم بواسطة العضلات واللفافة الأخمصية.(plantar fascia)
- يتكون مقدم القدم من تسعة عشر عظماً موزعة كالتالي:
  - 14 عظم تشكل الأصابع الخمسة للقدم، بشكل مشابه لأصابع اليد، تسمى عظام أصابع القدم بالسلاميات، يحتوي كل إصبع من أصابع الرجل على ثلاث سلاميات عدا الإصبع الكبير، فهو يحوي على سلاميتين فقط.
  - 5 عظام تشكل مشط القدم.

تسمى المفاصل بين السلاميات بـ المفاصل بين سلاميات القدم (بالإنجليزية: interphalangeal joint of the foot)‏، وتسمى المفاصل بين مشط القدم والسلاميات بـ المفاصل المشطية السلامية (بالإنجليزية: metatarsophalangeal)‏ وتعرف اختصاراً بالأحرف (MTP) (أم تي بي).
كلٌ من أوسط القدم ومقدم القدم يشكل ظهر القدم (بالإنجليزية: dorsum)‏ (الوجه المتجهة للأعلى عند الوقوف) وسطح القدم (بالإنجليزية: planum)‏ (الوجه المتجهة للأسفل عند الوقوف).
عَرْشُ القَدَم (بالإنجليزية: instep)‏ هو الجزء المقوس من القسم العلوي للقدم ما بين الأصابع والكاحل.

### الهيكل العظمي للقدم

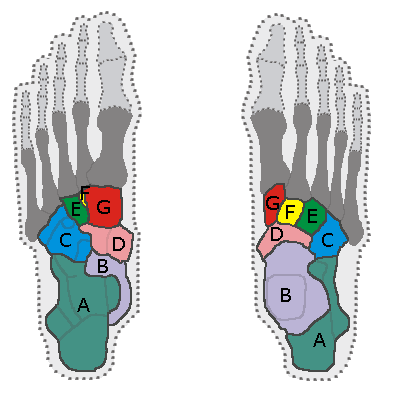
عظام الرصغ.
الرسم إلى اليمين نظرة من أعلى القدم، والرسم إلى اليسار نظرة من أسفل القدم:
A- عظم العقب (Calcaneus).
B- عظم الكاحل (Talus bone).
C- العظم النردي (Cuboid bone).
D- العظم الزورقي (Navicular bone).
E- عظم إسفيني وحشي (Lateral cuneiform bone).
F- عظم إسفيني أوسط (Intermediate cuneiform bone).
G- عظم إسفيني إنسي (Medial cuneiform bone).
- العظام المبيّنة باللون الرمادي الداكن (الغامق) هي عظام مشط القدم (Metatarsal bones).
- العظام المبيّنة باللون الرمادي الفاتح هي سُّلاَمَيات القدم (Phalanges of the foot).

تتكون قدم الإنسان من 26 عظماً. هذه العظام هي:
1. عظام رسغ القدم مكونة من سبعة عظام أو (عظام العرقوب).
2. مشط القدم مكون من خمسة عظام.
3. سلاميات القدم الأربع عشرة أو (عظام أصابع القدم).

أما عظام الرصغ والتي تشكل عقب القدم، والجزء الخلفي من ظهرها، فهي:
1. عظم الكاحل (أو القعب)
2. عظم العقب
3. العظم الزورقي
4. العظم النردي (أو المكعبي)
5. العظام الإسفينية الثلاثة (أو العظام الوتدية الثلاثة).

توصِّل عظام المشط العظام الوتدية والمكعبي بالسلاميات، فتشكل الجزء الأمامي من مشط القدم. وللإصبع الكبير سُلاميتان، ولكل من الأصابع الأخرى ثلاث.

### أقواس القدم
تشكل عظام القدم ثلاثة أقواس، يمتد اثنان منها بطول باطن القدم، والثالث بعرض باطن القدم. وهي تعطي القدم طبيعتها المرنة في السير أو القفز. فالقوس الرئيسي يمتد من عظم العقب إلى الضّرَّة (باطن القدم). وهو يسمى القوس الوسطي الطويل أو القوس الأخمصي. ويلامس هذا القوس الأرض عند العقب وتكوير القدم فقط، وبذلك يعمل كممتص للصدمة، حمايةً للساق والعمود الفقري. وتكسو أطراف عظام هذا القوس طبقة سميكة من غضْرُوف مرن. فالغضروف يجعل القوس قادرًا على امتصاص الصدمات. ويمتد القوس الجانبي على طول القدم، ويقع قوس المشط وسط تكوير القدم. وقد تحدث الحالة المسماة القدم المسطحة (بالإنجليزية: flat foot)‏، وهي حالة شائعة تصيب الاقدام وفيها يكون الجزء الداخلي للقدم مسطحاً وملامساً للأرض بعكس القدم الطبيعية التي يكون الجزء الداخلي من مشط القدم فيها مرتفعاً عن الأرض حوالي 1 إلى 2 سنتيميتر.

### الأربطة والعضلات
وهي تسند أقواس القدم. ورباط أخمص القدم الطويل المسمى اللفافة الأخمصية قوي جدًا. فهو يثبت عظام القدم في مكانها، ويحمي الأعصاب، والعضلات، والأوعية الدموية في تجويف القدم. وللقدم عضلات كثيرة مثل اليد، غير أن بنيتها تتيح لها مرونة، وطلاقة للحركة أقل مما يتاح لليد.
يغطي أخمص أو أسفل القدم جلد غليظ سميك. ويقع لبد ثخين من نسيج دهني بين الجلد، والعظام، والرباط الأخمصي. وتعمل هذه الطبقة الدهنية كوسادة هوائية لوقاية أجزاء القدم الداخلية من الضغط على القدم ومن الصرير.
من الممكن أن تحدث أسقام القدم، مثل القرون، نتيجة لبس أحذية غير مناسبة.

## القدم وأمراضها
تحوي أصابع القدمين أربعة عشر عظماً من أصل ستة وعشرين عظماً في القدمين. وتساعد أصابع القدمين وخصوصاً إبهام القدم على التحرك والتوازن. قد تؤدي الألعاب الرياضية والركض والصدمات التي تصيب القدم إلى أذية أصابع القدم، كما أن ارتداء الأحذية الواسعة أو الضيقة جداً يمكن أن يسبب مشاكل أصابع القدمين لأن هناك أمراضاً محددة مثل التهاب المفاصل الحاد قد تسبب مشاكل الأصابع والألم، كما يسبب النقرس الألم غالباً في إبهام القدم.
ومن مشاكل أصابع القدمين المنتشرة:
- مسامير القدم وتورم إبهام القدم
- انغراس أظافر الأصابع في اللحم
- التواء وخلع مفاصل الأصابع
- كسور عظام الأصابع

تتنوع علاجات إصابات أصابع القدم واضطراباتها؛ وقد تتضمن: إدخال بطانة في الحذاء أو ارتداء أحذية خاصة، أو وضع حشوات للحذاء، أو التثبيت بأربطة، أو تناول الأدوية أو تطبيق الأدوية على القدم مباشرة، أو على راحة القدم، أو إجراء عملية جراحية في الحالات الشديدة.

## تدليك القدم
هو نوع من العلاج يركز على مساحات محددة في القدم لمعالجة بعض الحالات الطبية. ويرتكز على نظريات مماثلة موجودة في الطب الصيني التقليدي القديم، ويقوم على مبدأ مفاده أن طاقة الجسم كاملة تتدفق إلى القدمين، وفي حال انسداد هذه الطاقة يمكن أن يؤثر ذلك في كامل الجسم.
وعلى رغم استعمال علاجات مماثلة للقدمين في حضارات أخرى في الماضي، يمكن القول أن العلاج الانعكاسي حديث العهد، إذ طوّره في بداية القرن العشرين الطبيب الأمريكي وليام فيتزجيرالد، وأنشأ هذا الطبيب خريطة للقدمين تظهر المساحات التي تتطابق مع أنحاء الجسم، فمثلا الأقسام في الإصبع الكبير للقدم تمثل الرأس والدماغ، وحسب نظرية د. فيتزجيرالد، يمكن تخفيف الألم الناجم عن الصداع من خلال اعتماد تقنيات العلاج الانعكاسي في الإصبع الكبير، ويمكن العثور أيضاً على نقاط العلاج الانعكاسي في اليدين، ولكنها ليست فعّالة بدلا تلك الموجودة في القدمين.
لقد أكد خبراء الطب الصيني التقليدي أن القدمين تحتوي على نقاط ضغط يمكن التأثير عليها عند تدليكهم بحيث تؤثر على أعضاء الجسم الأخرى فلذلك إن تدليك القدمين يوفر خصائص مفيدة لصحة الإنسان ويكون التدليك عن طريق جلسات تمتد لفترة 90 دقيقة تبدأ بغسل القدمين بمنقوع من الأعشاب ومن ثم تدليك القدمين وفي حالات يحدث ألم في باطن القدم ويرجع ذلك بناء على رأي الخبراء من وجود علامات معاناة الأعضاء المرتبطة بها فإن أصابع القدمين تتصل مباشرة مع الرأس لذا فإن تدليك الأصابع يحفز نشاط المخ كما أنه من الممكن رصد معاناة أي جزء من أجزاء الجسم بواسطة تدليك القدمين عندما يبدأ الشخص الخاضع للتدليك بالشعور بالالم فإن تدليك القدمين بمثابة إجراء تمرين لاعضاء الجسم
يكون تدليك القدمين مرة أسبوعيا حتى يستطيع الإنسان أن يستفيد من هذا التدليك في علاج العديد من الأمراض فإن تدليك القدمين من شأنه أن يساعد على إعادة توازن الجسم وطرد السموم والبكتيريا الضارة والجراثيم وجريان الدورة الدموية بشكل صحيح
وان أهم أنواع العلاج بالتدليك العلاج عن طريق تدليك القدمين لأنه يوجد مئات النهايات العصبية في القدمين المتصلة اتصالا مباشرا بجميع أعضاء وأجهزة وغدد الجسم وعند تدليك نهايات الأعصاب الموجودة بالقدمين أو الضغط عليها فإننا نعطي أمرا للجسم أن يعالج نفسه بنفسه دون عمليات جراحية أو أدوية
تقسم قدما الجسم إلى قسمين فالقدم اليمنى تمثل الجزء الأيمن من الجسم والقدم اليسرى تمثل الجزء الأيسر إن أعلى باطن القدم وهو باطن الأصابع وهي تمثل رأس الإنسان وتوجد فيها أعصاب المخ والمخيخ والغدة النخامية ملكة الغدد والغدة الصنوبرية والعين والاذن وكل ما في رأس الإنسان وتحتها مباشرة منطقة ما تحت أصابع القدم وهي تمثل الصدر والرئتين والغدة السعترية والحلق والقلب والجهاز التنفسي
وعند تدليك القدمين أو الضغط عليها فانك تساعد بعلاج والوقاية من أمراض كثيرة منها الصداع بانواعه ومشاكل العين والغدد والربو والقلب
منطقة أسفل الكعبين تمثل منطقة العصب الوركي عرق النسا والركبة والساقين والمفاصل والجهاز التناسلي وعند تدليك القدمين أو الضغط عليها فانها تساعدك بعلاج عرق النسا وآلام المفاصل والركبة
كما أن الجزءان الرابع والخامس جانبي القدم تنقسم إلى قسمين القسم الأول المشط الداخلي وهو ممتد من جانب إصبع الإبهام أول وأكبر إصبع بالقدم مرورا بمشط القدم الداخلي حتى يصل إلى جانب الكعب الداخلي وهو يمثل العمود الفقري والحبل الشوكي والنخاع المستطيل
فعملية تدليك القدمين تساعد في علاج بعض حالات الشلل والتهاب السحايا وضعف الأعصاب وآلام الظهر العمود الفقري وكل ما يتعلق بالأعضاء السابقة أما القسم الثاني فهو المشط الخارجي للقدم وهو ممتد من جانب إصبع الخنصر آخر واصغر إصبع في القدم مرورا بمشط القدم حتى تصل إلى جانب الكعب الخارجي وهو يمثل الكتف ثم اليد ثم الورك ثم الركبة ثم الارداف وعند تدليك القدمين أو الضغط عليها فهو يساعد على علاج آلام الكتف واليدين والقدمين والاوراك والارداف ومرض الصفاق وأخيراً الجزء السادس أعلى القدم يمثل الجهة العلوية للقدم فوق الأصابع وعند باطن القدم وتمثل الوجه والأسنان واللثة واللسان والأجهزة الليمفاوية والغدة الليمفاوية وعند تدليكها أو الضغط عليها فانك تساعد بعلاج أمراض الأسنان صعوبة الكلام وثقل اللسان ضعف المناعة.

## فوائد تدليك القدمين
1. تنقية الجسم: أثبت العلم الصيني للانعكاسات اللإرادية في القدمين، أن كل ناحية في الجسم على صلة بجزء ما من القدم، فعند الضغط على مساحات معينة في القدمين، يمكنك تحفيز وتنشيط كل وظائف الجسم، مثل الهضم والتصريف، يتضح إذاً أن تدليك القدمين ضروري وفعال لتنظيف الجسم.
2. تنشيط الدورة الدموية: عند الضغط على قوس القدم، نعيد تنشيط عودة الدم إلى القلب، ولا شك في أن هذا الضغط الناعم والخفيف غير متعب مثل المشي على القدمين.
3. تحمية الجسم: ندرك جميعاً أن الأطراف هي أول ما يعاني من البرد، وعندما تبرد أطراف الجسم تتعطل كل دورة الطاقة في الجسم، لذا فإن فرك القدمين وتدليكهما يتيح نشر الحرارة في كل الجسم.
4. إرخاء الجسم: أجلس على كرسي أو استلقي على أريكة لإراحة قدميك بعض الشيء، واستفد من هذا الوقت للتفكير في أمور جميلة، سوف تشعر بعد ذلك براحة كبيرة في الروح والجسم على حد سواء.
5. إزالة الانتفاخ: ثمة مساحات في القدمين تتطابق مع عقد لمفاوية، ويتيح تدليكها والضغط عليها تصريف كل الجهة السفلية من الجسم، إنها طريقة مثالية للتخلص من ثقل القدمين والشعور بالارتياح.
6. تخفيف أوجاع الظهر: قد تشعر بآلام كبيرة في الظهر نتيجة توتر العضلات فيه، لكنك تعجز عن تدليك ظهرك بنفسك، دلك مفاصل القدمين لتخفيف العبء عن كل العمود الفقري، فتشعر حينها باسترخاء العضلات في ظهرك.
7. تنشيط الحيوية: إن التدليك الجيد للقدمين كفيل بمنح الراحة لأصابع القدمين والأوتار المنهكة نتيجة انتعال الأحذية الضيقة والكعاب العالية.

## طريقة التدليك
1. نجلس ونضع قدمنا اليسرى على فخذنا الأيمن، وندع إبهامينا ينزلقان (يجب أن يتلامس الإبهامان) عبر الضغط بخفّة صعوداً من العقب حتى قاعدة أصابع القدم وكأننا نرسم خطاً وسطياً باتجاه طول القدم.
2. نضغط جيداً على جوف الأخمص في مركزه، نكرر الحركة خمس مرات.
3. نمد أصابع قدمينا وتنفذ حركات دائرية صغيرة ما حول الأظافر.
4. نضع أخمص قدمنا على الأرض ونضغط مراراً وجيداً بواسطة إبهامينا على ظاهر القدم وعند قاعدة كل أصبع.

## نصائح لصحة القدمين
- التأكد من خلو القدم من أية التهابات فطرية، وذلك عن طريق تفحص كعب القدم أو ملاحظة أظافر القدمين بأن لا تكون سميكة أكثر من اللازم أو يكون لونها قد تحول إلى الاصفرار.
- يمكن الوقاية من الإصابة بالفطريات عن طريق غسل وتنشيف القدمين يومياً، علماً أن الاقتصار على ماء الدوش لا يكفي، بل يجب أن يتم غسل القدمين بالماء والصابون والليفة والمرور بها بين الأصابع، كما يجب تنشيف القدمين جيداً بمنشفة مخصصة والحرص على تنشيف المناطق مابين أصابع القدمين.
- ينصح بوضع القدمين في ماء ساخن وملح لمدة نصف الساعة لإزالة رائحة القدمين.
- ينصح لمن يعاني من تعرق القدمين بتغيير النعال الداخلية كل ستة أشهر.
- الحرص على تنظيف وترطيب منطقة الكعب باستمرار لمنع التشققات.
- يمكن التخلص من الدمامل والالتهابات إن وجدت عن طريق استخدام الأدوية المعتادة من الصيدلية أو الذهاب إلى اختصاصي العناية بالقدمين أو طبيب الجلدية لتتم إزالتها.
- يفضل قص أظافر القدمين بطريقة مستقيمة وليست منحنية لتجنب دخولها داخل الجلد، كما يجب التأكد من خلو الأظافر من أية التهابات.
- يفضل استخدام الاحذية ذات الكعب العريضة لكي تشعر القدم براحة أكبر وتبدو صحية أكثر.
- استخدم حجر القدم لإزالة الجلد الزائد والميت في كعب القدم.
- ينصح بين حين وآخر بالسير عاري القدمين لأنه يعتبر مساجا طبيعيا لهما، حيث يعمل على تقوية عضلاتها وإزالة الآلام عند التعرض للإجهاد، مع تحريك الأصابع بشكل دائم يعمل على إرخائها.
- يفضل شراء حذاء غير مدبب من الأمام أو ضيق لأنه يؤلم القدم بأكملها.
- ارتداء جوارب قطنية مع تغييرها يومياً.
- إن كنت ممن تنتفخ قدماه صيفاً بسبب الحرارة، فيجب تفادي الأحذية ذات الأشرطة والسيور لأنها تعيق الدورة الدموية.